# Otoglossum
Otoglossum é um género botânico pertencente à família das orquídeas (Orchidaceae). Foi proposto por Garay & Dunsterville em 1976, em Venezuelan Orchids Illustrated 6: 41, ao elevarem a gênero o subgênero Otoglossum de Odontoglossum, originalmente proposto por Schlechter em 1924. A espécie tipo é o Otoglossum hoppii (Schltr.) Garay & Dunsterville, anteriormente descrito por Schlechter como Odontoglossum hoppii. O nome do gênero vem do grego oto, orelha, e glossum, língua  referindo-se às asas auriculadas presente no labelo de suas flores.

## Espécies

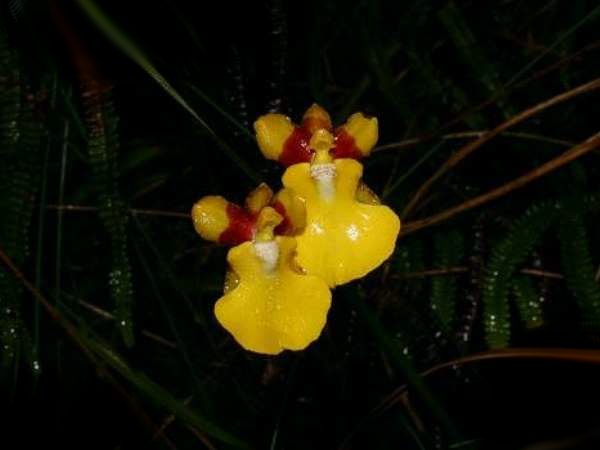
Brevilongium harlingii
Espécie de flores pequenas que segundo Christenson, deveria ser classificada em gênero autônomo.